# 울랄라 씨스터즈
"울랄라 씨스터즈"는 2002년 공개된 대한민국의 코미디 영화인데  김원희 (장미옥 역)는 해당 영화 촬영과 MBC 정오의 희망곡 라디오 DJ 활동 등의 바쁜 스케줄 탓인지 첫 회부터 공동 MC를 맡아 온 KBS 2TV 쇼 파워 비디오에서 13회 만에 하차했으며 SBS 이 부부가 사는 법 등의 드라마 캐스팅 제의도 고사했고 우여곡절 끝에 SBS 사랑은 기적이 필요해로 안방극장 복귀를 했지만 우연성의 남발 등으로 시청자들한테 외면당한 데 이어 MC 활동 등으로 탈진 상태를 겪어 기대 이하의 성적에 그쳤으며 그 이후 KBS-MBC-SBS 등에서 편성될 예정이었으나 방송사를 구하지 못해  OCN에서 간신히 편성된 사전제작 드라마 <과거를 묻지 마세요>에 출연했을 뿐 현재는 진행자 위주로 활동 중이다.

## 배역
- 이미숙 : 조은자 역
- 김원희 : 장미옥 역
- 김민 : 나혜영 역
- 김현수 : 민경애 역
- 김보성 : 김거만 역
- 박인환 : 김일동 역
- 정영금 : 경애모 역
- 고도희 : 어린 조은자 역
- 한보람 : 유방희 역

## 기타
- 프로듀서: 김홍백
- 제작실장: 김태훈
- 제작부: 최기섭
- 제작부: 김민준
- 제작부: 이승희
- 제작부: 전용옥
- 제작지원: 이창환
- 제작지원: 최영수
- 제작관리: 정진화
- 촬영부: 최영진
- 촬영부: 홍승완
- 촬영부: 정해근
- 촬영부: 김홍중
- 촬영부: 강선희
- 조명: 신준하
- 조명부: 오승철
- 조명부: 권명환
- 조명부: 이승원
- 조명부: 노은호
- 조명부: 김상철
- 조명부: 김우진